# 瓦纳帕尔蒂
瓦纳帕尔蒂（Wanaparthi），是印度安得拉邦馬布那加爾縣的一个城镇。总人口50262（2001年）。

## 人口
该地2001年总人口50262人，其中男性25732人，女性24530人；0—6岁人口6380人，其中男3282人，女3098人；识字率62.73%，其中男性为70.97%，女性为54.08%。